# The Mount

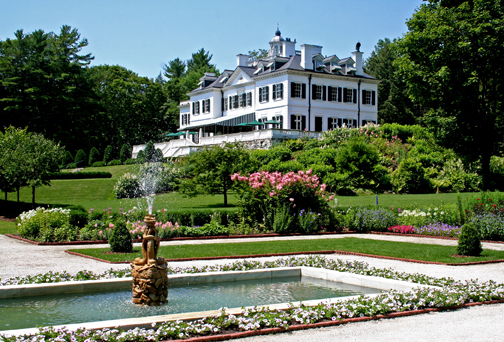
The Mount visto do Jardim das Flores, em 2006.

The Mount é um palácio rural norte-americano construído em 1902 em Lenox, no Massachusetts, E.U.A. Foi a residência da autora americana Edith Wharton, a qual desenhou o edifício e os seus terrenos, considerando-o a sua "primeira verdadeira casa". A propriedade, localizada na rtegião de the Berkshires, encontra-se aberta ao público entre Maio e Outubro. São oferecidos aos visitantes passeios pelo palácio e pelos jardins.
The Mount foi inspirado Belton House, um palácio rural inglês do século XVII, com influências adicionais da arquitectura clássica francesa e italiana. Edith Wharton usou os princípios descritos no seu primeiro livro, "The Decoration of Houses" (em co-autoria com Ogden Codman, Jr.), quando desenhou o palácio. Ela pensava que a boa expressão arquitectónica incluía ordem, escala e harmonia. A sua elevação oeste (entrada do edifício) possui três andares; no lado do jardim tem dois pisos com uma abertura para um grande e elevado terraço de pedra, com vista para os terrenos. 

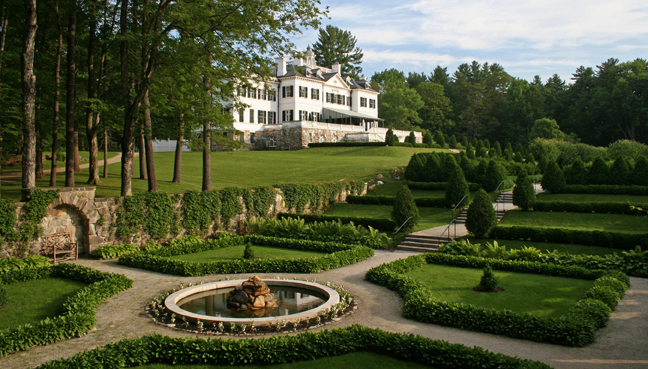
The Mount visto do Jardm Murado.

O exterior do edifício apresenta um surpreendente estuque branco, fortemente contrastado pelas persianas pretas e erguido a partir duma base quase rústica de vulgares pedras do campo. Conjuntos de empenas e chaminés brancas erguem-se a partir do telhado, o qual é coberto por uma balaustrada e cúpula. Ao edifício principal junta-se uma portaria e o estábulo em estilo neo-georgiano, e a estufa. O colaborador ocasional de Wharton, Ogden Codman, Jr., assistiu com o desenho arquitectónico. A sobrinha de Wharton, Beatrix Jones Farrand, desenhou o jardim-cozinha e a estrada; Farrand era a única mulher do conjunto de onze fundadores da Sociedade Americana de Arquitectos Paisagístas.
Edith Wharton e o seu marido, Edward, viveram em The Mount entre 1902 e 1911. Depois da saída dos Wharton, o palácio serviu de residência privada, dormitório de raparigas da Foxhollow School e de domicílio da companhia teatral "Shakespeare & Company". Foi então comprado pela "Edith Wharton Restoration", a qual tem restaurado grande parte da propriedade para a sua condição original.  
O edifício está bem situado no alto dos seus terrenos. O lugar original tinha 113 acres de terras de cultivo, com mais 15 acres adicionados posteriormente. A árera da actual propriedade é de 49,5 acres. Os jardins restaurados incluem um jardim italiano murado, um jardim formal de flores, um jardim de rochas alpinas, um passeio de calcário e extensos terraços relvados.